# Tấn Tùng
Tấn Tùng (tiếng Hán: 晋松)  là diễn viên, vận động động viên thể thao người Trung Quốc. Anh được biết đến qua các nhân vật cơ bắp như Thích Đại Ngưu trong Ô Long Thiên Tử và Lỗ Trí Thâm trong Thủy Hử (2011). Lĩnh vực hoạt động ban đầu của anh là thể hình, bơi lội, khi ở phong độ đỉnh cao anh gặt hái được khá nhiều thành công.

## Đời tư
Tấn Tùng sinh năm 1973 tại Côn Minh, Vân Nam, Trung Quốc. Anh kết hôn năm 2007 với Lý Vấn Đồng, cựu diễn viên Nhà hát Opera và Khiêu vũ Bắc Kinh, kém anh 21 tuổi, họ có một con trai Tần Tử Minh sinh năm 2008 và một con gái Tần Tử Hân sinh năm 2015.

## Sự Nghiệp

### Thể Thao
Năm 7 tuổi anh gia nhập Đội thể thao tỉnh Vân Nam, 15 tuổi được vào Đội tuyển thể dục hiện đại năm môn phối hợp của quốc gia. Anh dành 32 chức vô địch Giải bơi lội thiếu niên tỉnh Vân Nam, 2 chức vô địch Giải Quốc gia thể dục hiện đại năm môn phối hợp, 1 chức vô địch Giải thi Thể hình Thượng Hải.
Năm 1991, anh bị tai nạn trong quá trình luyện tập, ảnh hưởng đến cột sống và buộc phải từ bỏ sự nghiệp vận động viên vào năm 1996. Tấn Tùng chuyển sang cô tác huấn luyện. Trong một lần nhận đóng quảng cáo nước khoáng, Tấn Tùng được đạo diễn nhận xét rất tốt về diễn xuất. Thời gian này, Trường nghệ thuật điện ảnh và truyền hình Tạ Tấn thuộc Đại học Sư phạm Thượng Hải đang thực hiện một cuộc thi tuyển tại Bắc Kinh, Tấn Tùng đã đến đăng ký và thi đậu.

### Điện ảnh
Năm 1997, anh nhận được vai phụ trong tham bộ phim điện ảnh Cuộc chiến Thuốc phiện của đạo diễn Tạ Tấn. Năm 2001, anh tham bộ phim hài của truyền hình Singapore Ô Long thiên tử và bắt đầu được các nhà sản xuất để mắt đến.
Tần Tùng thường vào các vai phụ phản diện, đa phần là các nhân vật gây hài. Năm 2016, nam diễn viên tạm ngưng diễn xuất, đến năm 2021, anh mới trở lại với tác phẩm Thanh Long Yển Nguyệt đao. Tại Trung Quốc anh thường được ví von với The Rock.

## Tác phẩm

### Điện ảnh
| Năm  | Tựa đề                                | Tựa gốc         | Vai diễn     | Bạn diễn                                              | Ghi chú   |
| ---- | ------------------------------------- | --------------- | ------------ | ----------------------------------------------------- | --------- |
| 2000 | Chiêm Thiên Hưu                       | 詹天佑          | Đại Hổ       | Phùng Thuần Siêu, Khổng Tường Ngọc, Cao Minh          | Vai phụ   |
| 2000 |                                       | 終極格鬥        |              |                                                       |           |
| 2001 | Đô thị mê thể                         | 都市迷彩        | 羅一民       | Đồng Đại Vĩ                                           | Vai chính |
| 2004 | Tiên nhưỡng Tam Bảo                   | 煎釀叄寶        | 散打王       | Hứa Quan Văn, Dương Thiên Hoa, Lưu Thanh Vân          | Vai phụ   |
| 2005 | Quần anh hội                          | 群英會          | Lưu Đông Sơn | Mã Tô, Trần Chi Huy                                   | Vai chính |
| 2006 | Thần Thoại                            | 神話            | Kính Tùng    | Thành Long, Kim Hee-sun, Lương Gia Huy, Vu Vinh Quang | Vai phụ   |
| 2008 | Nữ thổ ti cuối cùng                   | 絕代-末代女土司 | Phụ Thế Hùng | Tống Tiểu Ninh, Mục Dĩ Kỳ                             | Vai chính |
| 2008 | Họa Bì                                | 畫皮            | Cao Tường    | Triệu Vy, Châu Tấn, Trần Khôn, Tôn Lệ, Chân Tử Đan    | Vai phụ   |
| 2010 | Đại binh tiểu tướng                   | 大兵小將        | Lâu Phàm Uy  | Thành Long, Vương Lực Hoành, Vu Vinh Quang            | Vai phụ   |
| 2021 | Dynasty Warriors: Chiến binh Tam Quốc | 真•三國無雙     | Hoa Hùng     | Cổ Thiên Lạc, Cổ Lực Na Trát, Hàn Canh, Lữ Lương Vĩ   | Vai phụ   |

### Truyền hình
| Năm  | Tựa đề                                  | Tựa đề gốc           | Vai diễn                         | Bạn diễn                                                                              | Ghi chú                         |
| ---- | --------------------------------------- | -------------------- | -------------------------------- | ------------------------------------------------------------------------------------- | ------------------------------- |
| 1998 | Chàng Trư si tình                       | 春光燦爛豬八戒       | Ngũ Độc                          | Từ Tranh, Trần Hồng, Đào Hồng                                                         | Xuân quang xán lạn Trư Bát Giới |
| 1999 | Nhi nữ anh hùng truyện                  | 兒女英雄傳           | L Lý Đại Ngưu                    | Mã Y Lợi, Huỳnh Dịch, Tào Dĩnh, Giả Tịnh Văn, Nguyên Bưu                              |                                 |
| 1999 | Hoàng tử Thiếu Lâm                      | 真命小和尚之十二銅人 | Biệt Thập                        | Tào Tuấn, Trần Thiên Văn, Châu Lợi, Lâm Ích Thịnh, Thuần Vu San San                   |                                 |
| 1999 | Hoa Mộc Lan                             | 花木蘭               | Đột Quyết Khả hãn                | Viên Vịnh Nghi, Triệu Văn Trác, Tôn Hưng, Tiêu Ân Tuấn                                |                                 |
| 2001 | Bình nguyên                             | 平地                 | Tần Bản                          |                                                                                       |                                 |
| 2001 | Tinh võ anh hùng Trần Chân              | 精武英雄陳真         | Mại Ngư Cường                    | Thích Tiểu Long, Vu Vinh Quang, Triệu Văn Trác, Ngô Việt, Du Phi Hồng, Phạm Băng Băng |                                 |
| 2001 | Ô Long thiên tử                         | 烏龍闖情關           | Thích Đại Ngưu                   | Tôn Diệu Uy, Tào Dĩnh, Thích Tiểu Long, Lâm Tâm Như, Phó Hồng Quân                    |                                 |
| 2001 | Dương môn nữ tướng - Nữ nhi tự cường    | 楊門女將之女兒當自強 | Mục Thiết                        | Trương Bá Chi, Đới Xuân Vinh, Nhậm Hiền Tề, Trịnh Phối Phối, Châu Hải My              |                                 |
| 2002 | Lạc đến chân trời                       | 浪跡天涯             | 傻柱子 Cậu ngốc                  |                                                                                       |                                 |
| 2003 | Ỷ Thiên Đồ Long Ký                      | 倚天屠龙记           | Hạc Bút Ông (Huyền Minh nhị lão) | Tô Hữu Bằng, Giả Tịnh Văn, Cao Viên Viên, Trương Quốc Lập, Từ Cẩm Giang               |                                 |
| 2003 | Thiên Long Bát Bộ                       | 天龙八部             | Hách Liên thiết thụ              | Cao Hổ, Hồ Quân, Lâm Chí Dĩnh, Lưu Đào, Trần Hảo, Tưởng Hân, Lưu Diệc Phi             |                                 |
| 2003 | Hán Vũ Đế                               | 漢武大帝             | Tả đại Đô úy                     | Trần Bảo Quốc, Tiêu Hoảng, Quy Á Lỗi, Đào Hồng, Dương Đồng Thư                        | [ 6 ]                           |
| 2003 | Nam Thiếu Lâm 2 - 36 phòng              | 南少林三十六房       | Tam đức                          | Ngô Kinh, Viên Vịnh Nghi, Trương Thiết Lâm, Viên Tường Nhân, Thuần Vu San San         |                                 |
| 2004 | Sở Hán phong vân                        | 楚漢風雲             | Đại Thiết Trùy                   | Hồ Quân, Ngô Thanh Liên, Dương Cung Như, Tiêu Vinh Sinh, Vương Cương                  |                                 |
| 2005 | Đầu bếp làm quan                        | 廚子當官             | Thiết Nhị Tang                   | Lý Bảo Điền, Vương Lộ Dao, Thư Sướng, Lý Minh Khải, Lý Đại Cương, Điền Hải Dung       |                                 |
| 2005 | Tân Truy truyền kỳ                      | 辛追傳奇             | Chung Tỉnh                       | Tả Tiểu Thanh, Trần Hồng Trì, Đường Quốc Cường                                        |                                 |
| 2006 | Vương triều đại Minh 1566               | 大明王朝1566         | Tề Đại Trụ                       | Trần Bảo Quốc, Hoàng Chí Trung                                                        |                                 |
| 2006 | Thiên Hà Cục                            | 天和局               |                                  | Tôn Lệ, Lưu Diệp, Đỗ Vũ Lộ                                                            |                                 |
| 2006 | Sở Lưu Hương truyền kỳ                  | 楚留香傳奇           | Sa Mạc Chi Hồ                    | Chu Hiếu Thiên, Trần Hạo Dân, Tôn Phi Phi, Hồ Tịnh, Lưu Giai, Tiêu Tường, Chu Ja Hyun |                                 |
| 2006 | Hoa Lang Đốc                            | 狼毒花               | Ngô Đạt Tử                       | Vu Vinh Quang, Đồng Lôi, Vương Lực Khả                                                |                                 |
| 2008 | Phản kháng - Chân tâm anh hùng          | 反抗之真心英雄       | Mã Đại Lực                       | Ngô Việt, Hứa Hoàn Hoan, Cao Xâm                                                      |                                 |
| 2009 | Thám tử Thành Húc - Vạn mê cục          | 偵探成旭之千迷局     | Thiết Tượng (cameo）             | Vu Vinh Quang, Đường Quốc Cường, Vương Lực Khả, Đường Vu Hồng, Nhạc Diệu Lợi          |                                 |
| 2010 | Truyền thuyết 12 con giáp               | 十二生肖傳奇         | Lực Mục                          | Quách Phẩm Siêu, Dương Mịch, Trần Hạo Dân, Thích Tiểu Long, Lý Mạn                    |                                 |
| 2010 | Sóng gió Đào Hoa trấn                   | 風雨桃花鎮           | Lương Thượng Phi                 | Vu Vinh Quang, Đặng Lệ Hân, Vương Lực Thân, Lương Gia Nhân                            |                                 |
| 2011 | Thủy Hử                                 | 水滸傳               | Lỗ Trí Thâm                      | Trương Hàm Dư, Lý Tông Hàn, Cảnh Hương Sơn, Cao Hổ, Nghiêm Khoan                      |                                 |
| 2014 | Lộc Đĩnh Ký                             | 鹿鼎记               | Miêu Thập Bát                    | Huỳnh Hiểu Minh, Chung Hán Lương, Thư Sướng, Kiều Chấn Vũ                             |                                 |
| 2017 | Đại Tần đế quốc - Quật khởi             | 大秦帝國之崛起       | Xước Xỉ淖齒                      | Ninh Tịnh, Trương Bác, Hình Giai Đống, Ngô Liên Sinh, Triệu Xuân                      |                                 |
| 2017 | Vu Thành Long                           | 于成龙               | Lôi Thúy Đình                    | Thành Thái Sân, Tu Khánh, Tông Phong Nham, Vương Nhã Tiệp                             |                                 |
| 2017 | Lang Nha Bảng 2 - Phong Khởi Trường Lâm | 瑯琊榜之風起長林     | Diễm Lăng Thạc                   | Huỳnh Hiểu Minh, Lưu Hạo Nhiên, Đồng Lệ Á, Trương Huệ Văn, Kiều Hân                   |                                 |
| 2020 | Tuyệt đại song kiều                     | 絕代雙驕             | Hiên Viên Tam Quang              | Trần Triết Viễn, Hồ Nhất Thiên, Lương Khiết                                           |                                 |
| 2021 | Trường ca hành                          | 长歌行               | Diên Lợi Khả Hãn                 | Địch Lệ Nhiệt Ba, Ngô Lỗi, Lưu Vũ Ninh, Triệu Lộ Tư                                   |                                 |